# كلارا خوري (ممثلة)
كلارا خوري (وُلدت في 29 ديسمبر 1976) هي ممثلةٌ أمريكية من أصولٍ فلسطينية، تعمل في مجالات السينما والتلفزيون والمسرح. نشأت في حيفا، وتقيم حاليًا في كاليفورنيا بالولايات المتحدة مع عائلتها. كانت قد حصلت على جائزة أفضل ممثلة لدورها «رنا» في المهرجان الدولي للفيلم بمراكش.

## حياتها
تنحدر كلارا خوري من عائلةٍ عربيةٍ مسيحيةٍ بارزة، وهي ابنة الممثل الشهير مكرم خوري. بنت سمعةً عالمية من خلال أدوارها التي تستكشف الهوية والثقافة وتعقيد النفس البشرية.

## مهنة التمثيل
عملت خوري في أدوار مختلفة على المسرح بما في ذلك بطولة في أنتيجون لجان أنويه، زجاج حديقة الوحوش لتينيسي وليامز وسالومي لأوسكار وايلد. كما لعبت أدوارًا رئيسية في مسلسلات بارزة مثل بغداد سنترال لقنوات الرابعة البريطانية وهولو، وأرض الوطن لقناة شوتايم،
ظهرت لأول مرة في السينما عام 2002 في فيلم عرس رنا للمخرج هاني أبو أسعد، والذي عُرض لأول مرة في مهرجان كان السينمائي 2002، ممثلًا لفلسطين. حصلت في عام 2005 على تقدير عالمي في دورها في العروس السورية، وهي قصة شابة درزية من سكان هضبة الجولان المحتلة، أخرجه عيران ريكلس.
في عام 2024، لعبت دور البطولة في الفيلم الفلسطيني الحائز على الجوائز «شكرًا لانك تحلم معنا»، من إخراج ليلى عباس، والذي عُرض لأول مرة في معهد الفيلم البريطاني، ونالت عنه جائزة أفضل ممثلة في مهرجان الدار البيضاء. شاركت في عام 2025، شاركت في فيلم «العصفورة الصغيرة» للمخرجة ريم جبران. كما شاركت في فيلم صوت هند رجب من إخراج كوثر بن هنية، والذي يُعرض في المسابقة الرسمية لمهرجان البندقية السينمائي عام 2025.
من أحدث مشاريعها هو الفيلم الأردني «غرق» من إخراج زين دريعي، والذي يشارك ضمن برنامج الاكتشاف في مهرجان تورونتو السينمائي الدولي.

## الأفلام
- «عرس رنا»، 2002، من إخراج هاني أبو أسعد
- «العروس السورية»، 2004، من إخراج عيران ريكليس
- «فورغيفنس» (Forgiveness)، 2006، من إخراج أودي ألوني
- «الحب والحياة» (Love Life)، 2007، من إخراج ماريا شرايدر
- «كتلة أكاذيب» (Body of Lies)، 2008، من إخراج ريدلي سكوت
- «طريق ترابية»، 2009، من إخراج رُقيّة صباح
- «ليبستيكا»، 2011، من إخراج جوناثان ساجال
- «شكرًا لأنك تحلم معنا»، 2024، من إخراج ليلى عباس
- «العصفورة الصغيرة»، 2025، من إخراج ريم جبران
- «صوت هند رجب»، 2025، من إخراج كوثر بن هنية

## المسرح
- «أنتيجون»، بدور أنتيجون، 2002، من إخراج جيداليا بسر
- «نمر على البوابة»، بدور أندروماكي، 2002، من إخراج آيدو ريكلين
- «جلجامش: هو لم يمت»، بدور هومبابا، 2003، من إخراج فرانسوا أبو سالم
- «حديقة الحيوانات الزجاجية»، بدور لورا، 2004، من إخراج منير بكري
- «كاريل وتندر»، بدور ليلى، 2005، من إخراج أرتوت روغان
- «سالومي»، بدور سالومي، 2005، من إخراج عوفرا هينينغ
- «فترة التسوية»، بدور إيزابيل، 2006، من إخراج ديدي بارون
- «خليل الخليل»، بدور رانيا، 2007، من إخراج عوديد كوتلر
- «Death and the Maiden»، بدور بولينا، 2010، من إخراج جوليانو مير خميس
- «العذراء والموت»، بدور باولينا، 2011، من إخراج جوليانو مير خميس

## التليفزيون
- «بغداد سنترال»، بدور الأستاذة زبيدة رشيد، 2020، من إخراج أليس تروتون
- «أرض الوطن»، بدور فاطمة علي، 2012
- «شغل عرب»، بدور بشرى عليان، 2007–2013، من تأليف سيد قشوع
- «قضية الأسبوع»، بدور منار، 2006–2009، من إخراج عنات أوسلن وراني بلير
- «نوايا حسنة»، 2008، من إخراج أوري برباش
- «باباديزي»، 2008، من إخراج أوري ساسون

## روابط خارجية
- كلارا خوري على موقع IMDb (الإنجليزية)
- كلارا خوري على موقع قاعدة بيانات الأفلام العربية
- كلارا خوري على موقع ألو سيني (الفرنسية)
- كلارا خوري على موقع أول موفي (الإنجليزية)
- كلارا خوري على موقع قاعدة بيانات الفيلم (الإنجليزية)
- كلارا خوري على موقع كينوبويسك (الروسية)